# Bomb Peak
Der Bomb Peak ist ein 805 m hoher Berg auf der antarktischen Ross-Insel. Er ragt 3 km westlich des Kap Crozier auf.
Teilnehmer der von 1958 bis 1959 dauernden Kampagne der New Zealand Geological Survey Antarctic Expedition kartierten und benannten ihn. Namensgebend sind die pyroklastischen Gesteinsformationen am Gipfel des Bergs.